# USS LST-872
O USS LST-872 foi um navio de guerra norte-americano da classe LST que operou durante a Segunda Guerra Mundial. Transferido para a Marinha Argentina e renomeado ARA Cabo San Gonzalo (BDT-4).